# Parafia Podwyższenia Krzyża Świętego w Olecku
Parafia Podwyższenia Krzyża Świętego w Olecku – rzymskokatolicka parafia leżąca w dekanacie Olecko – św. Jana Apostoła należącym do diecezji ełckiej. Jest najstarszą parafią katolicką w mieście – została erygowana w 1871 r. Diecezjalne Sanktuarium Krzyża Świętego od 13 maja 1994 r. zgodnie z dekretem ówczesnego biskupa ełckiego ks. bpa Wojciecha Ziemby. Od 15 lipca 2020 r. proboszczem parafii jest ks. prał. dr Andrzej Jaśko.

## Wspólnoty działające na terenie parafii[2]
Przy parafii działają:
- Liturgiczna Służba Ołtarza
- Starsza Służba Liturgiczna
- Dzieci Komunijne
- Bierzmowani
- Katolickie Stowarzyszenie Młodzieży
- Różaniec Rodziców za Dzieci
- Wspólnoty Żywego Różańca
- Wspólnota Mężczyzn Św. Józefa
- Franciszkański Zakon Świeckich
- Dzieło Nieustannej Nowenny Uczniów Jezusa do Ducha Św.
- Wspólnota Odnowy w Duchu Św. „Emaus”
- Parafialny Zespół Caritas
- Koło Przyjaciół Radia Maryja

## Historia[3]
Olecko zostało założone w roku 1560 przez księcia Albrechta na pamiątkę spotkania się z królem Zygmuntem Augustem, fundatorem pobliskiego miasta Augustowa. W chwili założenia Olecko było całkowicie protestanckie. W wieku XIX osiedliła się tu większa ilość katolików, którzy w roku 1853 otrzymali własnego duszpasterza. Budowę kościoła rozpoczęto W 1859 roku, poświęcono 1 grudnia 1861, a konsekrował go 27 sierpnia 1862 roku ks. bp Antoni Frenzl. Prawa parafialne Olecko uzyskało 31 marca 1871 roku, gdy bp F. Krementz erygował parafię p.w. Podwyższenia Krzyża Św. i św. Wojciecha.
Zgodnie z dekretem, nowo powstała parafia weszła w skład dekanatu sambijskiego z siedzibą w Królewcu i obejmowała tereny powiatu oleckiego oraz gołdapskiego. Zaraz po wojnie parafia w Olecku obejmowała teren późniejszych parafii w Wieliczkach, Cichym, Świętajnie, Gąskach i Kowalach Oleckich. W wyniku usamodzielnienia się tych placówek teren parafii uszczuplił się o kilkanaście miejscowości. Dalsze zmiany granic parafii nastąpiły w latach 1974–1978. Wówczas to z terenu parafii wydzielono dwie nowe: w Szarejkach i Szczecinkach. Zmiany polityczne w latach 80. pozwoliły na utworzenie większej liczby parafii także w samym mieście.
Kiedy w roku 1987 w Olecku utworzono nową parafię p.w. NMP Królowej Polski, parafia p.w. Krzyża Św. stała się rektoratem. Ponownie podniesiona do funkcji parafii 3 lipca 1989 przez ks. bpa Edmunda Piszcza – Biskupa Warmińskiego. Wraz z reorganizacją struktur kościelnych w Polsce w 1992 roku parafia Podwyższenia Krzyża Św. weszła w skład nowo utworzonej diecezji ełckiej i dekanatu Olecko. 13 maja 1994 Biskup Ełcki Wojciech Ziemba ustanowił kościół parafialny Diecezjalnym Sanktuarium Krzyża Świętego. W 1998 r. z parafii Podwyższenia Krzyża Św. wydzielono jeszcze jedną parafię – Wniebowzięcia NMP. W 2002 r. Biskup Ełcki Edward Samsel dokonał reorganizacji dekanatu Oleckiego. W jej wyniku parafia Podwyższenia Krzyża Św. znalazła się w nowo powołanym dekanacie – Olecko, św. Jana Apostoła, wraz z parafiami: Olecko-Lesk, Cimochy, Gąski, Szczecinki, Wieliczki.

## Kult Krzyża Świętego[3]
Krzyż misyjny przy kościele wykonany z drzewa dębowego został ustawiony w 1960 roku na zakończenie misji parafialnych. 10 września 1981 w czasie przygotowania do odpustu, po nabożeństwie wierni wychodzący z kościoła zauważyli strugi płynące z przodu i z prawej strony krzyża pod ramieniem poprzecznym. Sączące się krople koloru czerwonego spływały kilka dni. „Krwawienie” trwało do końca listopada 1981 roku. 2 marca 1982 „krwawienie” ponowiło się. Wierni uznali to za znak – wezwanie i przestrogę. Ludność odczytywała w tym znaku krwawiące rany Chrystusa. Wydarzenie stało się głośne nie tylko w regionie, ale też i w całej Polsce. Zaczęły napływać pielgrzymki z całego kraju. Na odpust obchodzony w wigilię święta, 13 września 1981 r. przybyły pielgrzymki z Warszawy, Białegostoku, Lublina. Zamościa i ze Śląska, łącznie ponad 2 tys. osób. Ówczesne władze państwowe nie interweniowały, a władze kościelne nie zajęły oficjalnego stanowiska. W 1987 r. staraniem ks. S. Tabaki (ówczesnego rektora kościoła) krzyż obudowano, tworząc rodzaj kaplicy na planie kwadratu. W północnej, wschodniej i zachodniej elewacji od przyziemia do 3/4 wysokości kaplicy umieszczono przeszklone okna w formie wydłużonego prostokąta zakończonego półkoliście. Całość budowli nakryta została czterema dwuspadowymi daszkami wykonanymi z dachówki ceramicznej zakończonej krzyżem. We wnętrzu kaplicy umieszczono obrazy – wota oraz tablicę z krótką historią wydarzeń. Ramię poprzeczne krzyża zostało umieszczone w specjalnej gablocie. Od roku 2003, w 25 rocznicę Pontyfikatu Jana Pawła II, przy Krzyżu o godz. 15:00 odmawiana jest codziennie Koronka do Miłosierdzia Bożego. Szczególnie z okazji odpustu Podwyższenia Krzyża Świętego (14 września) gromadzą się wierni nie tylko z okolicznych miejscowości, ale także z terenu całej diecezji ełckiej.
1987 – rozpoczęto budowę kaplicy Krzyża.
1989 – przybyły pierwsze piesze pielgrzymki.
1993–1994 – wybudowano stacje Męki Pańskiej.
13 V 1994 – Dekret Biskupa Ełckiego ustanawiający Sanktuarium Krzyża św.
14 IX 1994 – Dekret erygujący Drogę Krzyżową wokół kościoła.
17 IX 1994 – Biskup Julian Wojtkowski z Olsztyna w obecności Biskupa Ełckiego, kapłanów i wiernych poświęcił Stacje Drogi Męki Pańskiej i odprawił nabożeństwo Drogi Krzyżowej.
W Roku Jubileuszowym 2000 wykonano dębową obudowę krzyża. Miejsce to stanowi szczególny kult Krzyża św. i Męki Pańskiej.

## Proboszczowie[4]
- ks. Jan Osiński (1853–1867)
- ks. Karol Schneider (1867–1885)
- ks. Józef K. Knorr (1885–1891)
- ks. Franciszek Schnarbach (1891–1900)
- ks. Bernard Zimmermann (1900–1911)
- ks. Franciszek Biernath (1911–1920)
- ks. Joannes Zink (1920–1926)
- ks. Karol Langwald (1926–1934)
- ks. Arthur Schultz (1934–1935)
- ks. Horst Markowsky (1935–1944)
- ks. Aleksander Harusiewicz (1944–1945)
- ks. Jan Tomaszewski (1945–1946)
- ks. Wacław Batowski (1946–1948)
- ks. Ludwik Białek (1948–1953)
- ks. Kazimierz Mackiewicz (1953–1975)
- ks. Józef Mańkowski (1975–1980)
- ks. inf. Edmund Łagód (1980–1987)
- ks. Jerzy W. Brzeszczyński (1987)
- ks. prał. Stanisław Tabaka (1987–2006)
- ks. prał. Marian Salamon (2006–2016)
- ks. kan. Andrzej Bryg (2016–2017)
- ks. kan. Waldemar Barnak (2017–2020)
- ks. prał. Andrzej Jaśko (od 2020)